# Teatro nacional de Croacia (Zagreb)
El Teatro nacional de Croacia en Zagreb (croata: Hrvatsko narodno kazalište (HNK) u Zagrebu) está situado en Zagreb, capital de Croacia.

## Descripción

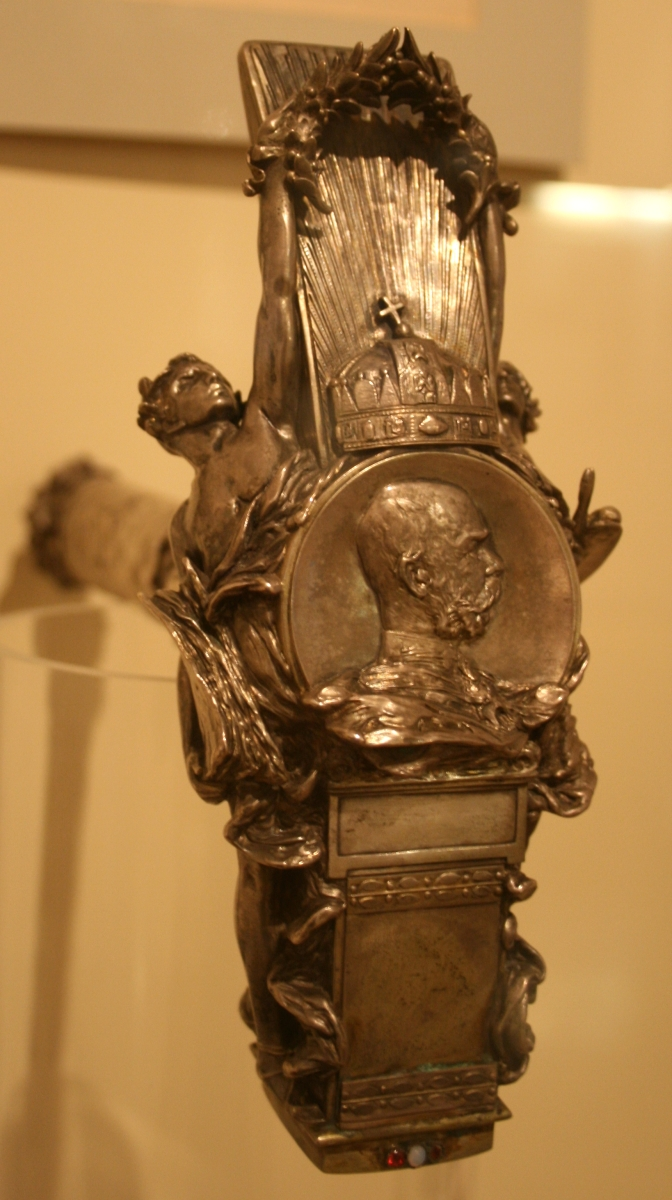
Martillo simbólico a través del cual el emperador y rey Francisco José I abrió el Teatro Nacional de Croacia en Zagreb. Obra del escultor croata Roberta Frangeša-Mihanovića.

Fue construido en el año 1840. Al año siguiente ganó el apoyo del gobierno llevándolo a un nivel similar al de muchos otros teatros nacionales a lo largo de Europa. En 1870 una compañía nacional de opera fue fundada en el teatro.
El teatro se mudó a otro edificio en 1895. El emperador austro-húngaro Francisco José I estuvo en la inauguración de este nuevo edificio.
El edificio en sí mismo era un proyecto de los famosos arquitectos vieneses Ferdinand Fellner y Herman Helmer, cuya empresa había construido varios teatros en Viena. Las celebraciones por el primer centenario de la construcción fueron en el 14 de octubre de 1995. 
Muchos de los artistas más importantes de Croacia han actuado en el teatro. Ivan Zajc fue el primer director del teatro. Jakov Gotovac fue el director de ópera desde el año 1923 hasta el año 1958. El director croata Branko Gavella comenzó aquí su brillante carrera, al igual que la bailarina croata Mia Čorak Slavenska.
Este teatro ha tenido bastantes artistas internacionales, tales como: Franz Liszt, Sarah Bernhardt, Franz Lehár, Richard Strauss, Gerard Philipe, Vivian Leigh, Laurence Olivier, Jean Louis Berrault, Peter Brook, Mario del Monaco entre otros.
Hay además otros Teatros Nacionales en Split, Rijeka, Osijek y Varaždin.

## Galería

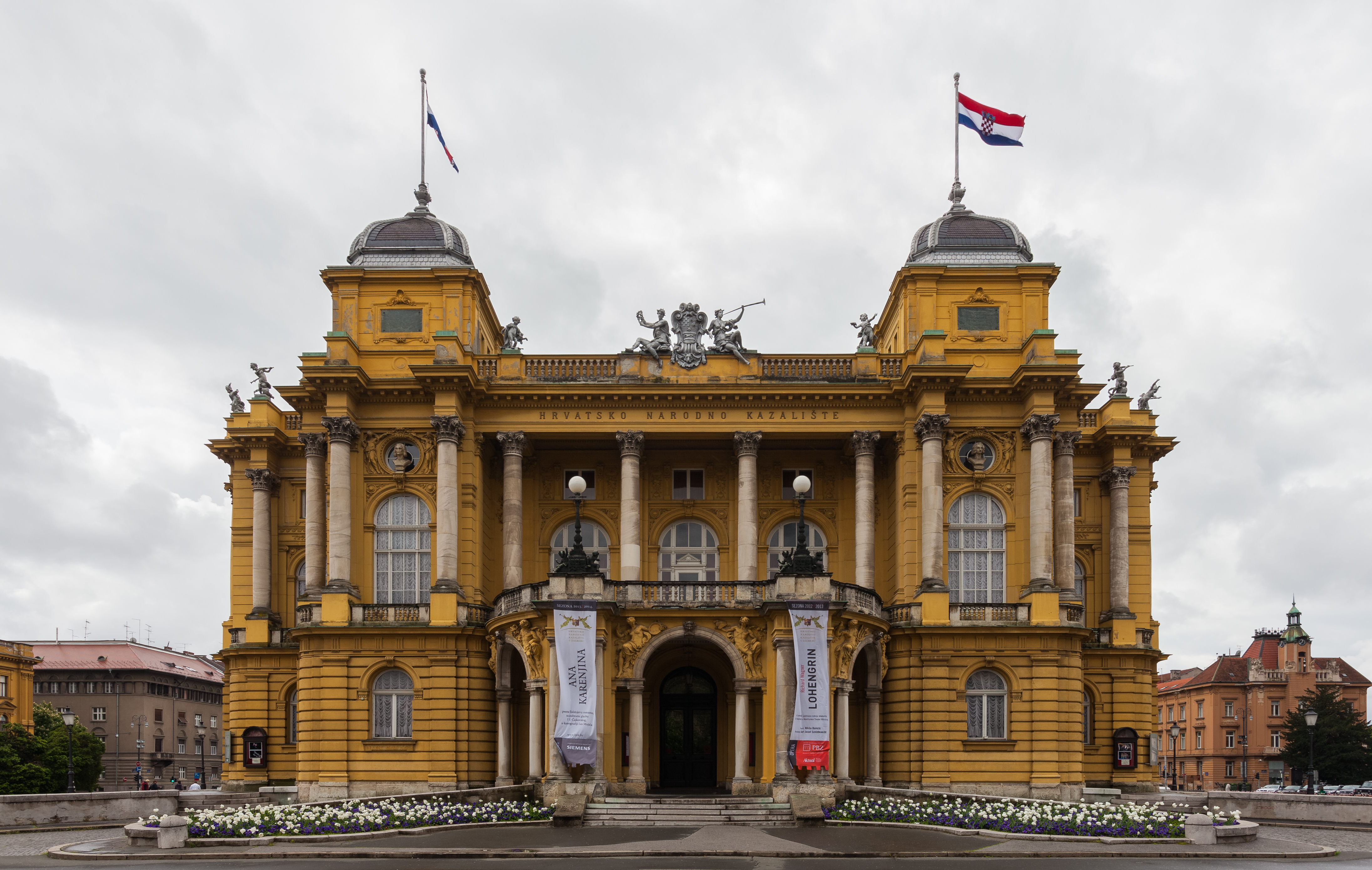
Fachada principal del teatro.
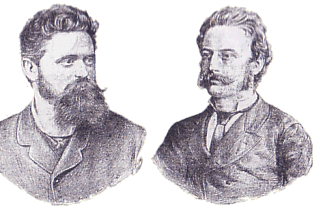
Retratos de los arquitectos Ferdinand Fellner y Hermann Helmer.